# Igor
Igor (gammel østslavisk: Игорь, Igor'; russisk: Игорь Рюрикович; ukrainsk: Ігор Рюрикович; norrønt: Ingvarr Hrøríkrsson; født ca 877, død 945) var af Rurikslægten og ifølge Nestorkrøniken regent af Kijevriget fra 912 til 945.

## Biografi
Information om Igor stammer primært fra Nestorkrøniken, der oplyser, at Igor er søn af Kijevrigets første hersker Rurik:

6378–6387 (870–879). På sit dødsleje gav Rurik sit rige til Oleg, der var af hans slægt, og betroede til Oleg hænder Igor, for han var meget ung.

6388–6390 (880–882). Oleg drog afsted og tog mange krigere med sig blandt væringerne, tjuderne, slaverne, merierne og alle krivitjerne. Han ankom således med sine krivitjere til Smolensk, erobrede byen og oprettede en garnison der. Derfra fortsatte han og erobrede Ljubetj, hvor han også oprettede en garnison. Han kom så til Kijevs bakker og så, hvordan Askold og Dir herskede der. Han gemte sine krigere i bådene, efterlod nogle andre og gik selv frem bærende barnet Igor. Således nåede han foden af den ungarske bakke, og efter at have skjult sine tropper sendte han bud til Askold og Dir, idet han oplyste, at han var en fremmed på vej til Grækenland i et ærinde for Oleg og for Igor', fyrstens søn, og anmode om, at de skulle komme frem for at hilse på dem som medlemmer af samme race. Askold og Dir kom straks frem. Så sprang alle soldaterne ud af bådene, og Oleg sagde til Askold og Dir: "I er ikke fyrster og end ikke af fyrstelig æt, men jeg er af fyrste af fødsel." Igor blev derefter vist frem, og Oleg sagde, at han var søn af Rurik. De dræbte Askold og Dir, og efter at have båret op ad bakken, begravede de dem der, på bakken, der nu kaldes den ungarsks, hvor slottet Ol'ma nu ligger.

Igor belejrede Konstantinopel i 941 og i 944, og selvom græsk ild ødelagde dele af Igors flåde, lykkedes det ham at indgå en fordelagtig fredsaftale med den byzantinske kejser Konstantin 7. I 913 og 944 angreb Rus' araberne i Det Kaspiske Hav, men det er uklart, om Igor var involveret i disse felttog.
Igor blev dræbt, da han værd i færd med af opkræve tribut fra Drevljanerne i 945. Den byzantinske historier og kronikør Leo Diakonos (født ca. 950) beskriver, hvorledes Igor blev dræbt: "De havde bøjet to birketræer til fyrstens fødder og bundet dem til hans ben; så lod de træerne rette sig op igen, hvorved fyrstens krop blev revet fra hinanden." Igors enke Olga af Kijev hævnede sin mands død ved at straffe drevljanerne. Nestorkrøniken forklarer fyrstens død med hans grådighed og indikerer, at han prøvede at opkræve tribut for anden gang på en måned. Som et resultat ændrede Olga måden, hvorpå der blev opkrævet tribut, hvilket anses som den første lovændring i Østeuropa.

## Uklarheder i kilderne
Nestorkrøniken er den væsentligste kilde til Igors liv og levned. Der er dog af historikeren Constantin Zuckerman rejst tvivl om krønikens kronologi og tidsfæstning af begivenhederne. Zuckerman argumenter for, at Igor alene regerede i tre år, fra sommeren 941 og frem til sin død i 945, og at den regeringsperiode på 33 år, som beskrives i Nestorkrøniken er udslag af forfatterens misforståelse af byzantinske kilder. Der er ikke i Nestorkrøniken beskrevet noget om Igors aktiviteter før 941.
Ifølge Nestorkrøniken giftede Igor sig med den hellige Olga af Kijev (ca 879-969), angiveligt i 903, da hun skal var 24 år gammel, men deres eneste søn Svjatoslav (942-72) blev født i 942, hvor Olga var 63 år gammel.